# Zimowe Igrzyska Paraolimpijskie 2006
IX Zimowe Igrzyska Paraolimpijskie odbyły się we włoskiej miejscowości Turyn w dniach 10 - 19 marca 2006. Były to pierwsze zimowe igrzyska paraolimpijskie we Włoszech.

## Dyscypliny
Rozegrano 58 konkurencji w 5 dyscyplinach:
- Curling
- Hokej na lodzie na siedząco
- Narciarstwo alpejskie
- Narciarstwo klasyczne
  - Biathlon
  - Biegi narciarskie

## Państwa biorące udział w IX ZIP
39 Krajowych Komitetów Paraolimpijskich wysłało zawodników na Zimowe Igrzyska Paraolimpijskie 2006.
| - Andora (2) - Armenia (2) - Australia (10) - Austria (25) - Białoruś (6) - Belgia (1) - Bułgaria (3) - Chile (2) - Chiny (8) - Chorwacja (1) - Czechy (5) - Dania (6) - Finlandia (7) | - Francja (19) - Grecja (1) - Hiszpania (9) - Iran (1) - Japonia (40) - Kanada (35) - Kazachstan (2) - Korea Południowa (3) - Łotwa (1) - Meksyk (1) - Mongolia (2) - Niemcy (35) - Nowa Zelandia (2) | - Norwegia (29) - Polska (11) - Południowa Afryka (1) - Rosja (29) - Słowacja (17) - Słowenia (1) - Stany Zjednoczone (56) - Szwecja (19) - Szwajcaria (21) - Ukraina (12) - Węgry (2) - Wielka Brytania (20) - Włochy (39) |  |

Dwa kraje, które były reprezentowane w 2002, nie wysłały zawodników:
- Estonia
- Holandia

Meksyk jest jedynym krajem, który wysłał zawodnika na paraolimpiadę, a żadnego na igrzyska olimpijskie.

## Kalendarz
| ● | Ceremonia otwarcia | ● | Kwalifikacje lub rozgrywki grupowe | ● | Finały | ● | Ceremonia zamknięcia |

| Marzec                      | 10 | 11 | 12 | 13 | 14 | 15 | 16 | 17 | 18 | 19 |
| --------------------------- | -- | -- | -- | -- | -- | -- | -- | -- | -- | -- |
| Ceremonie                   | ●  |    |    |    |    |    |    |    |    | ●  |
| Biathlon                    |    | ●  |    |    | ●  |    |    |    |    |    |
| Biegi narciarskie           |    |    | ●  |    |    | ●  |    | ●  | ●  | ●  |
| Curling                     |    |    | ●  | ●  | ●  | ●  | ●  | ●  | ●  |    |
| Hokej na lodzie na siedząco |    | ●  | ●  |    | ●  | ●  | ●  | ●  | ●  |    |
| Narciarstwo alpejskie       |    | ●  | ●  | ●  | ●  |    | ●  | ●  | ●  | ●  |

## Klasyfikacja medalowa
| Klasyfikacja medalowa |                   |       |        |      |       |
| Pozycja               | Państwo           | Złoto | Srebro | Brąz | Razem |
| 1                     | Rosja             | 13    | 13     | 7    | 33    |
| 2                     | Niemcy            | 8     | 5      | 5    | 18    |
| 3                     | Ukraina           | 7     | 9      | 9    | 25    |
| 4                     | Francja           | 7     | 2      | 6    | 15    |
| 5                     | Stany Zjednoczone | 7     | 2      | 3    | 12    |
| 6                     | Kanada            | 5     | 3      | 5    | 13    |
| 7                     | Austria           | 3     | 4      | 7    | 14    |
| 8                     | Japonia           | 2     | 5      | 2    | 9     |
| 9                     | Włochy            | 2     | 2      | 4    | 8     |
| 10                    | Polska            | 2     | 0      | 0    | 2     |